# Вацлав I Опавский
Вацлав I Опавский (чеш. Václav I. Opavský, ок. 1362—1381), также известный как Вацлав Пржемыслович — князь Ратиборско-опавский (1365—1377) и Опавский (1377—1381). Представитель побочной линии чешской королевской династии Пржемысловичей.

## Биография
Вацлав был третьим сыном князя ратиборско-опавского Микулаша II от третьего брака с Юттой Немодлинской. Когда в 1365 году умер отец, Вацлаву было всего три года, и он вместе с тремя братьями стал формальным соправителем  Ратиборско-опавского княжества. При этом фактически княжеством управлял его старший сводный брат Ян I Ратиборский, который также был опекуном Вацлава и его младшего брата Пржемысла I.  В 1377 году самый младший из братьев, Пржемысл, достиг 12-летнего возраста и был признан совершеннолетним, после чего братья потребовали раздела княжества. В результате Яну досталось Ратиборско-крновское княжество, в которое вошли Рацибуж, Крнов, Брунталь, Миколув, Пщина, Водзислав-Слёнски, Рыбник и Жоры. Микулашу III было выделено самостоятельное Глубчицкое княжество, а младшим братьям Вацлаву и Пржемыслу достался город Опава с окрестностями, образовавшие новое Опавское княжество.
В 1377-1378 годах Вацлав сопровождал императора и короля Чехии Карла Люксембургского во Францию и, таким образом, имел возможность познакомиться с французским двором и участвовать в празднествах, проводившихся в честь императора и его сына.
Вацлав I Опавский умер вскоре после возвращения из этой поездки, в 1381 году. В брак он не вступал, и после его смерти Пржемысл I Опавский остался единоличным правителем княжества.